# ایستگاه راه‌آهن رشت
ایستگاه راه‌آهن رشت یک ایستگاه راه‌آهن در شهر رشت، ایران است.
این ایستگاه که جزئی از خط راه‌آهن قزوین-رشت محسوب می‌شود در ۱۲ کیلومتری جنوب شهر رشت در نزدیکی روستای فلک‌ده قرار دارد همزمان با افتتاح خط قزوین-رشت تأسیس شده‌است.
زیربنای کل ساختمان‌های ایستگاه راه‌آهن رشت ۲۷۲۰۰ مترمربع و مساحت سالن اصلی مسافری در دو طبقه به مساحت حدود ۸۵۰۰ متر مربع است.